# Abtei de La Lucerne
Koordinaten: 48° 47′ 30″ N, 1° 27′ 57″ W

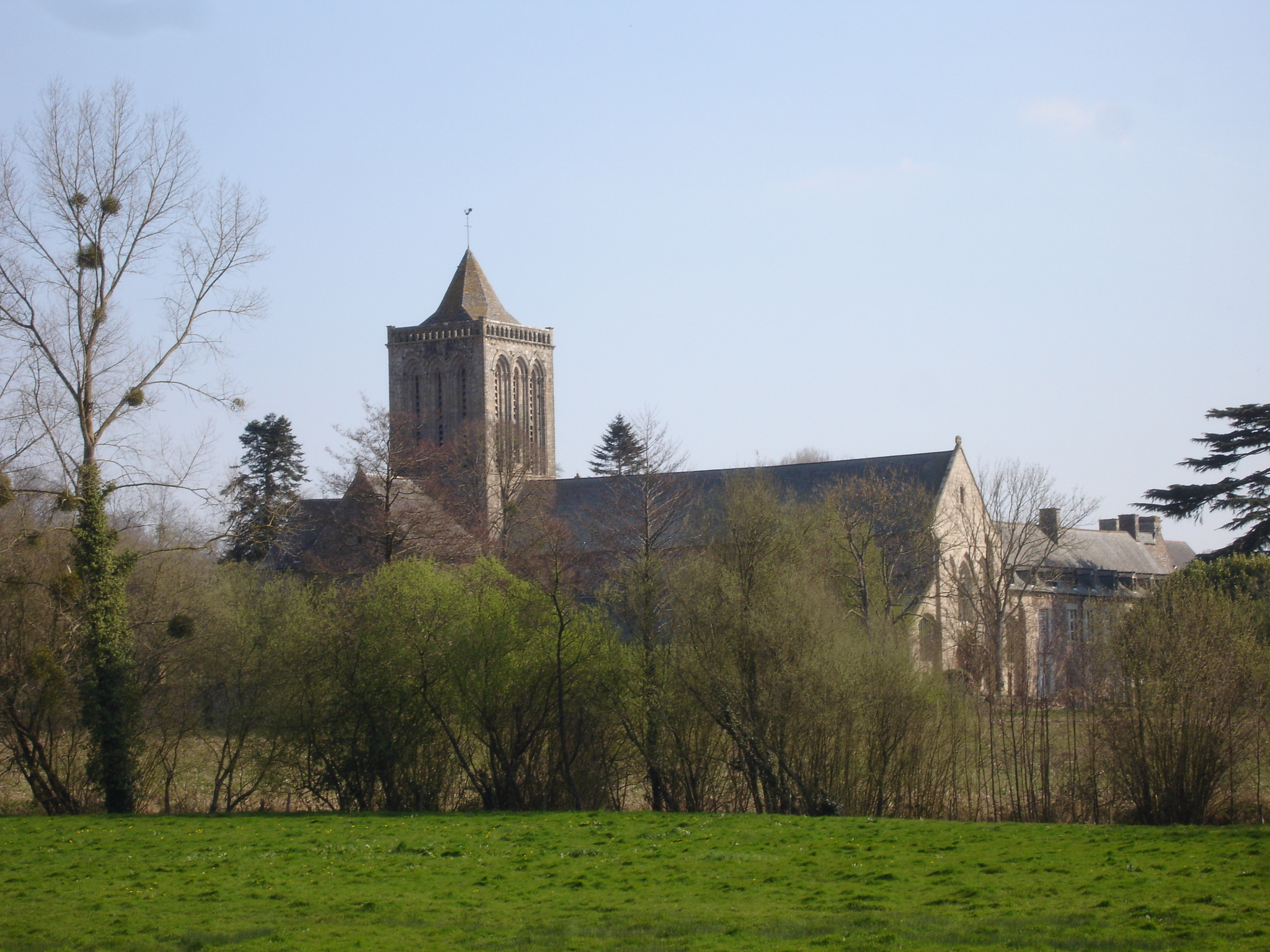
Blick auf die Abtei de la Lucerne

Sainte-Trinité de La Lucerne ist eine Abtei des Prämonstratenserordens aus dem 12. Jahrhundert. Sie liegt in der Region Normandie im Département Manche auf dem Gemeindegebiet von La Lucerne-d’Outremer, etwa 15 Kilometer nordwestlich von Avranches.

## Geschichte

### Gründung

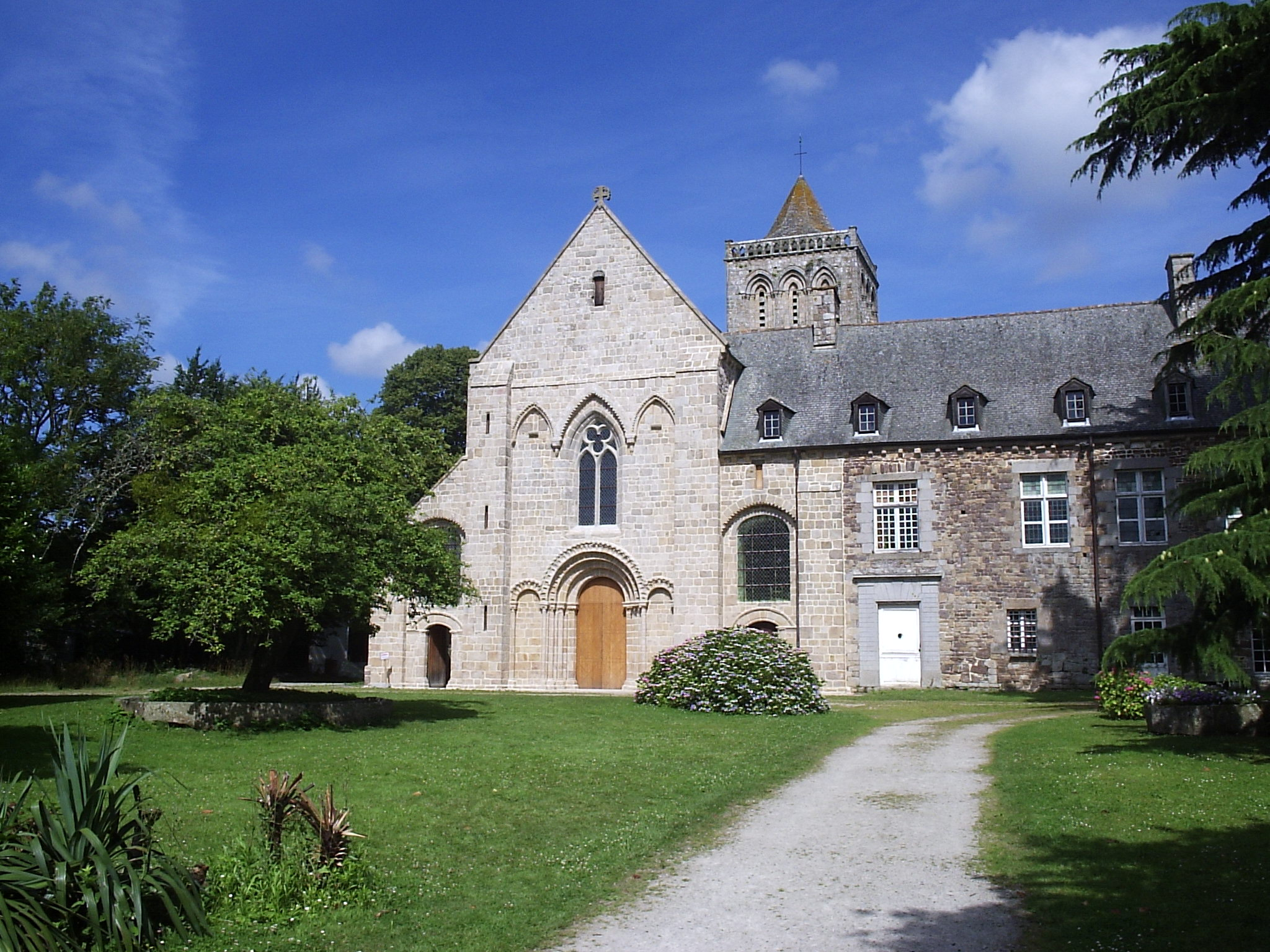
Abtei de la Lucerne

Die Abtei wurde von Hasculphe de Subligny und seinem Bruder Richard, damals Bischof von Avranches, im Jahre 1143 auf einem „Courbefosse“ genannten Grundstück am Ufer des Thar nahe bei La Lucerne-d’Outremer gegründet. Die ersten Mönche unter Prior Tankred († 1144) stammten aus der Abtei von Dommartin.
Da der Ort zu feucht war, wurde er bereits um 1145 unter dem ersten regulären Abt Teskelin aufgegeben und das Kloster ein wenig flussabwärts verlegt. Teskelin starb im Februar 1157. Bereits um diese Zeit erfolgte durch Mönche des Klosters mit der Abtei von Ardenne in der Nähe von Caen die erste Tochtergründung.
Unter Abt Angot wurde die Abtei wenig später ein zweites Mal an seinen derzeitigen, schon damals „La Lucerne“ genannten Ort verlegt. Mit dem Bau der heutigen Kirche wurde vor 1171 begonnen, die Weihe erfolgte 1178.
In den folgenden Jahrzehnten profitierte die Abtei von großzügigen Stiftungen und Privilegien der Könige von England und Frankreich, der Erzbischöfe von Rouen, der Bischöfe von Coutances und Avranches und anderer Wohltäter. Nach einer über fünfzigjährigen Amtszeit als Abt starb Angot im Jahre 1206 und wurde im nördlichen Seitenschiff der Kirche begraben, wo man sein Grab 1984 wieder aufgefunden hat.

### Mittelalter
In der weitgehend friedlichen, zuweilen „golden“ genannten Zeit des 13. Jahrhunderts wurde die Kirche umgestaltet. So baute man in der Apsis ein großes Maßwerk-Fenster im Stil der Gotik ein. Am Ende dieses Jahrhunderts erhielt der Glockenturm seine bekrönende Balustrade. Zeitgleich wurden die Kapellen des Querschiffs vergrößert; später bestattete man hier die Herren von Beauchamps, Wohltäter der Abtei seit 1300.
Im 14. Jahrhundert wurde in der Fassade ebenfalls ein gotisches Fenster eingebaut; dieses wurde zuletzt im Jahr 2003 restauriert.
Im Hundertjährigen Krieg wurden mehrere Abteigebäude beschädigt. In der zweiten Hälfte des 15. Jahrhunderts beschränkte man sich daher darauf, die Schäden zu beseitigen. Das ruinierte Kirchenschiff wurde notdürftig mit Holz gedeckt. Abt Richard de Laval, der von 1463 à 1493 die Leitung des Klosters innehatte, errichtete einen neuen Kreuzgang, der bis 1700 stand.

### Neuzeit
Abt François Caignon, gewählt 1507, war der erste, der ein abgetrenntes Wohnhaus für sich errichten ließ. Dieses wurde in den französischen Religionskriegen stark beschädigt.
Wie in fast allen französischen Klöstern drohte auch in La Lucerne im 16. Jahrhundert eine Zeit des Niedergangs. Glücklicherweise wurde 1596 Jean de La Beslière durch Henri IV als Abt eingesetzt. Anders als viele Äbte seiner Zeit behielt er seinen Wohnsitz im Kloster und befolgte die Regel des Hl. Norbert. Er ließ das Gewölbe der Abteikirche wiederherstellen, stellte einen neuen Hochaltar auf und renovierte einige Gebäude des Konvents. Er starb 1630; die meisten seiner Baumaßnahmen sind noch heute erhalten. Sein Neffe François de La Beslière leitete danach die Abtei von 1631 bis 1656 und führte die Restaurierungen, vor allem in der Abteikirche, fort.
Jean Éthéart (1700–1712) und sein Nachfolger Hyacinthe des Noires-Terres verwendeten bei ihren Baumaßnahmen eine andere Art von Stein: den blauen Granit von Carolles. Aus dieser Zeit stammte u. a. der erneuerte Kreuzgang und ein großes, nicht mehr erhaltenes Gebäude, welches – anstelle des mittelalterlichen Dormitoriums und des Kapitelsaals – das Refektorium mit dem südlichen Querarm der Kirche verband.
Ihr Nachfolger Jean-Baptiste Pellevé (1727 bis 1747) veranlasste schließlich um 1740 die Renovierung des Abtgebäudes und des ihn umgebenden Parks.
Der Architekt Paul Dubufe besaß und bewohnte die Abtei um 1900 und vermachte sie seiner Tochter, die mit dem Unternehmer Émile Decauville verheiratet war. Nach dessen Tod ließ sie die Abtei 1928 zum historischen Monument erklären und bemühte sich, die Gebäude instand zu halten. Sie starb 1955 in La Lucerne-d’Outremer. Die Ruinen der Abtei wurden 1959 von Abbé Marcel Lelégard (* 1925; † 1994) erworben, der umgehend mit der Restaurierung begann. Im selben Jahr wurde auch das an den Kreuzgang angrenzende Gebäude zum historischen Monument erklärt. Das Wohnhaus des Abts wurde 1964 und die Scheunen 1986 unter Denkmalschutz gestellt.

### Französische Revolution
Im Zuge der Revolution wurde das Kloster geschlossen und die Mönche vertrieben. Die Klostergebäude wurden zunächst an den benachbarten Grundherrn Léonor Claude de Carbonnel de Canisy (1732–1811) verkauft, später an einen Händler aus Granville. Dieser nutzte die Gebäude für eine Baumwollspinnerei, später, nach seinem Konkurs, wurden die Abteigebäude als Steinbruch ausgeschlachtet und verfielen.

### Wiederaufbau
1959 begannen die Aktivitäten zur Rettung bzw. Wiederherstellung der Abtei. Neben den rein baulichen Maßnahmen hatte die Fondation Abbaye de La Lucerne-d'Outremer auch die Wiederbelebung des religiösen Lebens im Blick. Im Jahre 1964 wurde die „Fraternité de L’Abbaye de la Lucerne“ unter Abt Marcel Lelégard gegründet, der die neue Klostergemeinschaft bis 1994 leitete. Die im gleichen Jahr 1964 mit der Renovierung des Chorraums begonnenen Baumaßnahmen dauern bis heute an. Im Jahre 2010 wurde der Turm neu gedeckt.

## Baubeschreibung
Das Klostergelände umfasst neben der Abteikirche eine Reihe weiterer Gebäude, von denen einige noch aus dem Mittelalter stammen. Dazu gehören die klösterlichen Räume ebenso wie das Torgebäude mit der Bäckerei und dem Gerichtssaal, der Taubenturm sowie landwirtschaftliche Gebäude. Durch den Park verläuft ein Aquädukt aus dem 19. Jahrhundert, nicht weit davon spiegelt sich das Abtsgebäude aus dem 18. Jahrhundert in einem Teich, dessen Wasser die Mühle des Klosters antrieb.

### Abteikirche
Die ursprünglich aus dem 12. Jahrhundert stammende Kirche ist immer wieder zerstört und neu errichtet worden. Ihr heutiges Aussehen verdankt sie den Rekonstruktionsmaßnahmen zwischen 1985 und 2003. Die nüchterne, turmlose Fassade entspricht den Vorstellungen der aus den Zisterziensern hervorgegangenen Prämonstratenser. Das Hauptportal ist noch von einem Rundbogen überfangen; in der Ebene darüber findet man bereits Spitzbogenfenster. Der schlichte Giebel ist durch ein kreuzförmiges Antefix bekrönt.
Der massive, viereckige Glockenturm ist ein typisches Beispiel für die normannische Architektur zur Zeit der Gotik. Die drei Lanzettfenster auf jeder Seite belegen eine Bauzeit zu Beginn des 13. Jahrhunderts.
Der vor allem durch das große Chorfenster erleuchtete Innenraum ist durch massive, quadratische Pfeiler in sieben Joche unterteilt. Das zuletzt im 19. Jahrhundert eingestürzte Gewölbe wurde mit seinem Kreuzrippen Ende des 20. Jahrhunderts rekonstruiert.
Die Barockorgel wurde 1981 vollständig renoviert; sie stammt ursprünglich aus der Kathedrale von Chambéry.

### Kreuzgang
Vom Kreuzgang, um den sich wie üblich die Klostergebäude gruppierten, ist – wie in vielen normannischen Abteien – nur wenig erhalten geblieben. In der Nord-West-Ecke erheben sich die letzten verbliebenen Arkaden über rechteckigen Pfeilern. Im Westen zeugen nur noch vier in die Wand eingelassene, romanische Bögen vom ehemaligen Lavatorium, einem der ältesten in der Normandie. Hinter dem ansonsten verloren gegangenen Westflügel des Kreuzgangs erheben sich Konventsgebäude aus dem 17. Und 18. Jahrhundert.
Auf der gegenüberliegenden Ostseite lag der Kapitelsaal, der bis auf den Eingang durch zwei rundbogige Portale zerstört worden ist.
Im Südflügel ermöglicht ein Tor den Zugang zum Vorratskeller aus dem 12. Jahrhundert und dem darüber liegenden, neu restaurierten Refektorium.

### Abtsgebäude
Etwas entfernt von den übrigen Gebäuden liegt im Nord-Osten das Abtsgebäude. Es wurde gegen 1740 im klassizistischen Stil anstelle des unter Abt François Caignon vollendeten Vorgängerbaus errichtet. Im 19. Jahrhundert wurden einige Elemente hinzugefügt.

### Taubenturm und Garten
Der Taubenturm datiert vom Anfang des 13. Jahrhunderts und ist möglicherweise der älteste in der Normandie.
In den Gärten stößt man auf drei Bereiche, die Beispiele geben wollen für mittelalterliche, romantische und eher moderne Gartengestaltung.

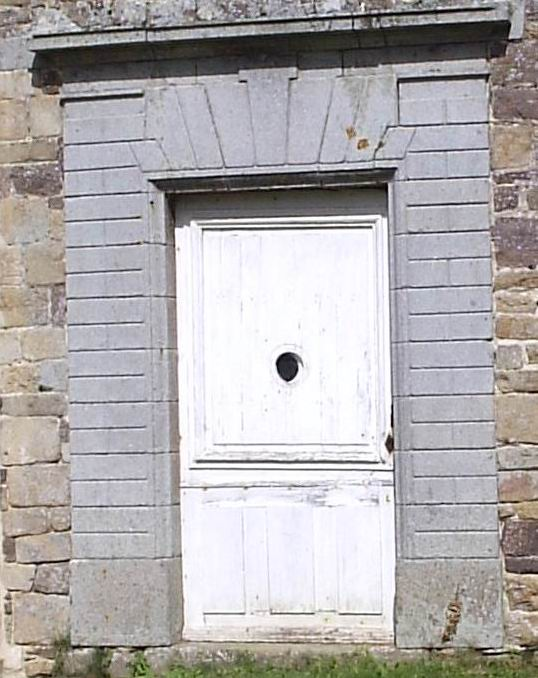
Portal aus blauem Granit
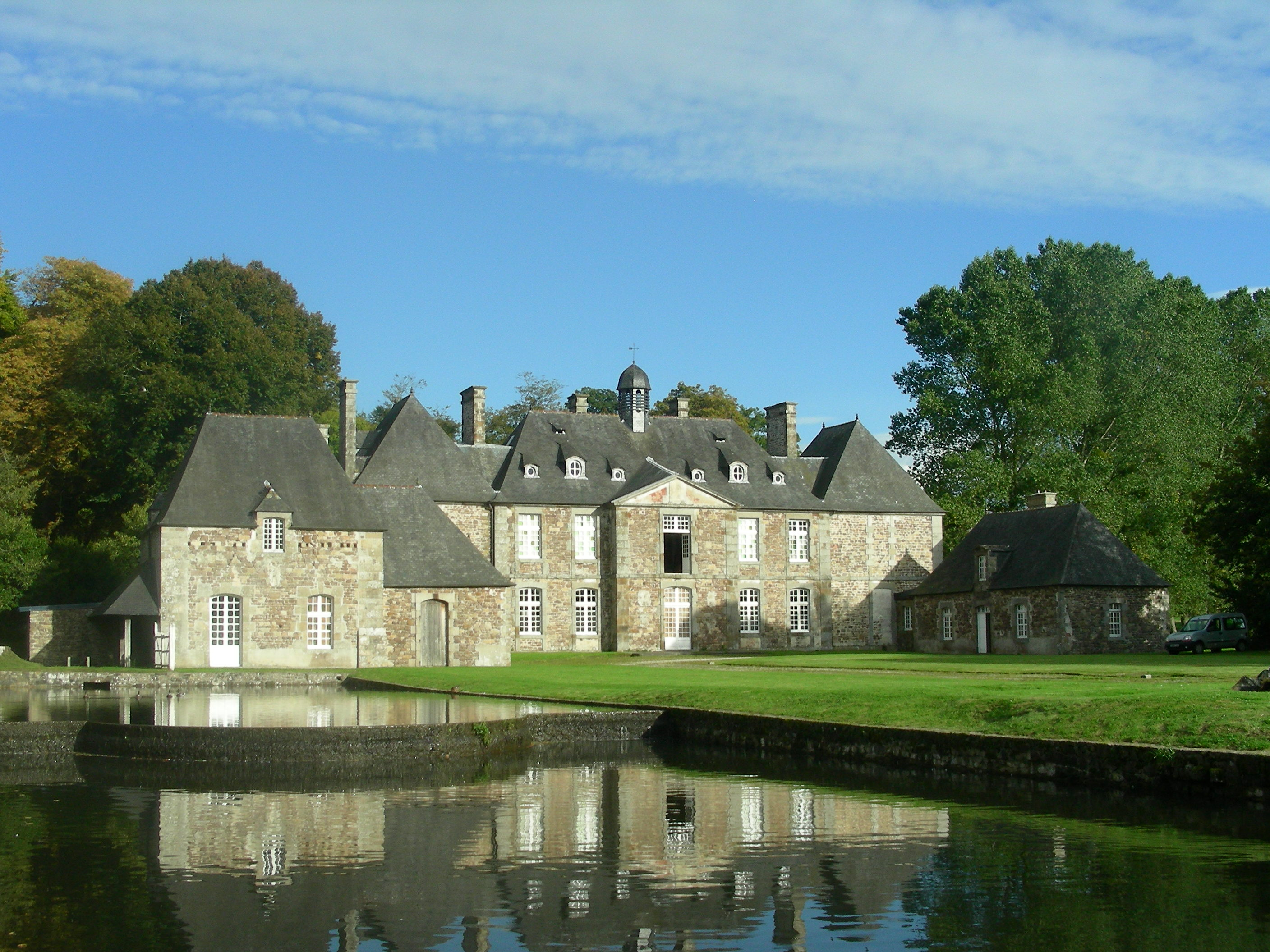
Abtsgebäude
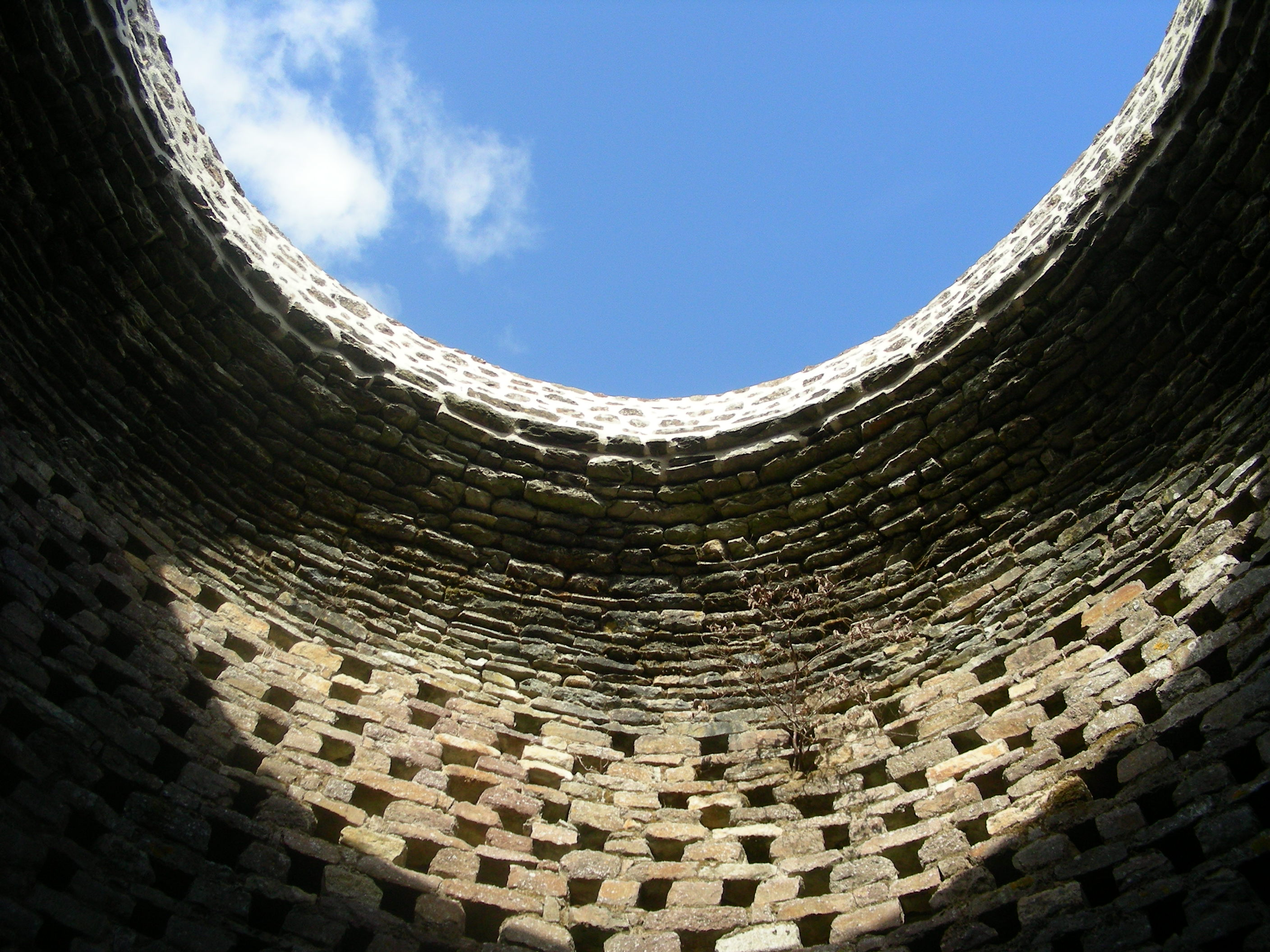
Innenansicht des Taubenturms